# Chronobiology International
Chronobiology International, abgekürzt Chronobiol. Int., ist eine wissenschaftliche Fachzeitschrift, die vom Taylor & Francis-Verlag veröffentlicht wird. Die Zeitschrift ist das offizielle Publikationsorgan der International Society for Chronobiology, der American Association for Medical Chronobiology and Chronotherapeutics und der Society for Light Treatment and Biological Rhythms. Derzeit erscheinen zehn Ausgaben im Jahr. Die Zeitschrift veröffentlicht Arbeiten, die sich mit der Forschung an biologischen und medizinischen Rhythmen beschäftigen.
Der Impact Factor lag im Jahr 2014 bei 3,343. Nach der Statistik des ISI Web of Knowledge wird das Journal mit diesem Impact Factor in der Kategorie Physiologie an 21. Stelle von 84 Zeitschriften und in der Kategorie Biologie  an 15. Stelle von 85 Zeitschriften geführt.